# ميرين كوبر
ميرين سالدويل كوبر (بالإنجليزية: Merian C. Cooper)‏ (24 أكتوبر، 1893 - 21 أبريل 1973) كان طيارًا أمريكيًّا، وضابطًا في القوات الجوية الأمريكية والقوات الجوية البولندية، ومغامرًا، وكاتب سيناريو، ومخرج ومنتج أفلام. أشهر أفلامه كان الفيلم الصادر سنة 1933 كينج كونج. ترشّح ميرين لنيل جائزة الأوسكار للإنتاج الفني والإبداعي في حفل توزيع جوائز الأوسكار الأول.

## السيرة السينمائية

### أعماله الجزئية
| السنة | العنوان             | مخرج | منتج | كاتب | مصور سينمائي | منتج منفذ | ممثل (الدور)                                   |
| ----- | ------------------- | ---- | ---- | ---- | ------------ | --------- | ---------------------------------------------- |
| 1925  | Grass               | نعم  | نعم  | نعم  | نعم          |           | نفسه                                           |
| 1927  | تشانغ (فيلم)        | نعم  | نعم  | نعم  |              | نعم       |                                                |
| 1928  | Gow the Head Hunter |      |      | نعم  |              |           |                                                |
| 1929  | The Four Feathers ‏  | نعم  | نعم  |      | نعم          |           |                                                |
| 1931  | Gow the Killer      |      |      |      | نعم          |           |                                                |
| 1932  | Roar of the Dragon  |      |      | نعم  |              |           |                                                |
| 1933  | Headline Shooter    |      | نعم  |      |              | نعم       |                                                |
| 1933  | كينغ كونغ           | نعم  | نعم  | نعم  |              |           | قائد الطائرة التي قتلت كينغ كونغ (لم يُشر إليه) |
| 1933  | Flying Devils       |      |      |      |              | نعم       |                                                |
| 1933  | ابن كونغ            |      |      |      |              | نعم       |                                                |
| 1935  | She                 |      | نعم  |      |              |           |                                                |

## وصلات خارجية
- ميرين كوبر على موقع IMDb (الإنجليزية)
- ميرين كوبر على موقع الموسوعة البريطانية (الإنجليزية)
- ميرين كوبر على موقع ألو سيني (الفرنسية)
- ميرين كوبر على موقع تيرنر كلاسيك موفيز (الإنجليزية)
- ميرين كوبر على موقع أول موفي (الإنجليزية)
- ميرين كوبر على موقع قاعدة بيانات الأفلام السويدية (السويدية)
- ميرين كوبر على موقع قاعدة بيانات الفيلم (الإنجليزية)
- ميرين كوبر على موقع كينوبويسك (الروسية)